# Freedom Force
Freedom Force (с англ. — «Силы Свободы») — это компьютерная игра, разработанная Irrational Games и изданная Electronic Arts в 2002 году. Игрок управляет командой супергероев, которым предстоит защищать Патриот Сити от различных злодеев, чудовищ и других угроз. Продолжение (Freedom Force vs. the Third Reich) было выпущено в начале марта 2005 года.
Игра юмористически, но уважительно, копирует стиль «Серебряного века комиксов»; в особенности, визуальный стиль игры эмулирует стиль Джека Кирби — одного из создателей вселенной Marvel. Также движок игры позволяет довольно легко её модифицировать, что послужило созданию большого круга фанов.

## Сюжет
Пришелец-телепат Ментор, убегая от Лорда Доминиона и его сил вторжения, летит на Землю в небольшом корабле, содержащем канистры со странной субстанцией под названием «Энергия X». Корабли лорда Доминиона преследуют Ментора и сбивают его корабль на орбите Земли. Взрыв разбрасывает канистры над метрополией Патриот Сити. Энергия X бьёт некоторых жителей города, давая им сверхспособности, которые либо основаны на их личности (например, Минитмен или Эль Диабло), либо зависят от ситуации в момент удара (например, Муравей или Ядерная Зима). Большая часть игры происходит в Патриот Сити. Другие места и временные периоды включают в себя волшебные земли, доисторические времена и не-пространство-время.

## Отзывы критиков
| Сводный рейтинг | Сводный рейтинг |
| Агрегатор       | Оценка          |
| --------------- | --------------- |
| GameRankings    | 87,88 %         |
| Metacritic      | 90/100          |
| «Критиканство»  | 90/100          |

Freedom Force получила положительные отзывы, согласно агрегатору рецензий Metacritic.